# Uruguay az 1964. évi nyári olimpiai játékokon
Uruguay a japán Tokióban megrendezett 1964. évi nyári olimpiai játékok egyik részt vevő nemzete volt. Az országot az olimpián 4 sportágban 23 sportoló képviselte, akik összesen 1 érmet szereztek.

## Érmesek
| Érem  | Versenyző            | Sportág   | Versenyszám |
| ----- | -------------------- | --------- | ----------- |
| Bronz | Washington Rodríguez | Ökölvívás | Harmatsúly  |

## Evezés
| Versenyző                    | Versenyszám              | Előfutam | Előfutam | Vigaszág | Vigaszág | Döntő | Döntő            | Döntő            | Helyezés    |
| Versenyző                    | Versenyszám              | Idő      | Hely.    | Idő      | Hely.    | Típus | Idő              | Hely.            | Helyezés    |
| ---------------------------- | ------------------------ | -------- | -------- | -------- | -------- | ----- | ---------------- | ---------------- | ----------- |
| Mariano Caulín Gustavo Pérez | Kormányos nélküli kettes | 7:43,79  | 3.       | 7:39,43  | 3.       | B     | nem állt rajthoz | nem állt rajthoz | helyezetlen |

## Kerékpározás

### Országúti kerékpározás
| Versenyző                                                | Versenyszám     | Idő                    | Helyezés |
| -------------------------------------------------------- | --------------- | ---------------------- | -------- |
| Wilde Baridón                                            | Mezőnyverseny   | 5:01:50,00 (+21:58,37) | 102.     |
| Vid Cencic                                               | Mezőnyverseny   | 4:39:51,82 (+0:00,19)  | 64.      |
| Francisco Pérez                                          | Mezőnyverseny   | 4:39:51,78 (+0:00,15)  | 48.      |
| Ricardo Vázquez                                          | Mezőnyverseny   | 4:39:51,78 (+0:00,15)  | 45.      |
| Wilde Baridón Vid Cencic Francisco Pérez Ricardo Vázquez | Csapat időfutam | 2:31:36,74 (+5:05,55)  | 10.      |

### Pálya-kerékpározás
Időfutam
| Versenyző    | Versenyszám  | Idő     | Helyezés |
| ------------ | ------------ | ------- | -------- |
| Oscar Almada | Férfi egyéni | 1:17,17 | 20.      |

Üldözőversenyek
| Versenyző                                                 | Versenyszám  | Selejtező                                                                                    | Selejtező     | Selejtező     | Negyeddöntő  | Negyeddöntő | Negyeddöntő | Elődöntő     | Elődöntő  | Elődöntő | Döntő        | Döntő     | Helyezés    |
| Versenyző                                                 | Versenyszám  | Ellenfél Idő                                                                                 | Saját idő     | Hely.         | Ellenfél Idő | Saját idő   | Hely.       | Ellenfél Idő | Saját idő | Hely.    | Ellenfél Idő | Saját idő | Helyezés    |
| --------------------------------------------------------- | ------------ | -------------------------------------------------------------------------------------------- | ------------- | ------------- | ------------ | ----------- | ----------- | ------------ | --------- | -------- | ------------ | --------- | ----------- |
| Rubén Etchebarne                                          | Férfi egyéni | Preben Isaksson (DEN) · 5:01,88                                                              | 5:17,11       | 2.            | kiesett      | kiesett     | kiesett     | kiesett      | kiesett   | kiesett  | kiesett      | kiesett   | helyezetlen |
| Oscar Almada Rubén Etchebarne Elio Juárez Juan José Timón | Férfi csapat | Malajzia (MAS) · Ng Joo Pong · Arulraj Rosli · Kamsari Salam · Choy Mow Thim · nem ért célba | nem ért célba | nem ért célba | kiesett      | kiesett     | kiesett     | kiesett      | kiesett   | kiesett  | kiesett      | kiesett   | helyezetlen |

## Kosárlabda
| Uruguayi férfi kosárlabdacsapat-játékoskeret                                                        | Uruguayi férfi kosárlabdacsapat-játékoskeret                                                   |
| --------------------------------------------------------------------------------------------------- | ---------------------------------------------------------------------------------------------- |
| - Edison Ciavattone - Ramiro de León - Manuel Gadea - Luis García - Julio César Gómez - Luis Koster | - Jorge Maya - Walter Márquez - Sergio Pisano - Washington Poyet - Waldemar Rial - Alvaro Roca |

### Eredmények
Csoportkör
B csoport
| Csapat                 | M | Gy | V | P+  | P–  | Pk   |
| ---------------------- | - | -- | - | --- | --- | ---- |
| Egyesült Államok (USA) | 7 | 7  | 0 | 569 | 333 | +236 |
| Brazília (BRA)         | 7 | 5  | 2 | 473 | 452 | +21  |
| Jugoszlávia (YUG)      | 7 | 5  | 2 | 529 | 453 | +76  |
| Uruguay (URU)          | 7 | 4  | 3 | 472 | 482 | –10  |
| Finnország (FIN)       | 7 | 3  | 4 | 409 | 475 | –66  |
| Ausztrália (AUS)       | 7 | 2  | 5 | 434 | 460 | –26  |
| Peru (PER)             | 7 | 2  | 5 | 431 | 453 | –22  |
| Dél-Korea (KOR)        | 7 | 0  | 7 | 432 | 641 | –209 |

| 1964. október 11. 12:15 | Jugoszlávia (YUG) | 84 – 71 | Uruguay (URU) |  |
| 1964. október 11. 12:15 | (43–26)           |         |               |  |

| 1964. október 12. 9:00 | Uruguay (URU) | 105 – 64 | Dél-Korea (KOR) |  |
| 1964. október 12. 9:00 | (66–29)       |          |                 |  |

| 1964. október 13. 10:30 | Uruguay (URU) | 73 – 55 | Finnország (FIN) |  |
| 1964. október 13. 10:30 | (26–27)       |         |                  |  |

| 1964. október 14. 10:30 | Egyesült Államok (USA) | 83 – 28 | Uruguay (URU) |  |
| 1964. október 14. 10:30 | (50–13)                |         |               |  |

| 1964. október 16. 13:30 | Brazília (BRA) | 80 – 68 | Uruguay (URU) |  |
| 1964. október 16. 13:30 | (35–21)        |         |               |  |

| 1964. október 17. 20:30 | Uruguay (URU) | 58 – 57 | Ausztrália (AUS) |  |
| 1964. október 17. 20:30 | (30–29)       |         |                  |  |

| 1964. október 18. 20:30 | Uruguay (URU) | 69 – 59 | Peru (PER) |  |
| 1964. október 18. 20:30 | (29–26)       |         |            |  |

Az 5–8. helyért
| 1964. október 20. 20:00 | Lengyelország (POL) | 82 – 69 | Uruguay (URU) |  |
| 1964. október 20. 20:00 | (37–36)             |         |               |  |

A 7. helyért
| 1964. október 22. 18:30 | Jugoszlávia (YUG) | 78 – 55 | Uruguay (URU) |  |
| 1964. október 22. 18:30 | (40–31)           |         |               |  |

| Csapat        | Helyezés |
| ------------- | -------- |
| Uruguay (URU) | 8.       |

## Ökölvívás
| Versenyző            | Versenyszám | 32-es főtábla         | Nyolcaddöntő               | Negyeddöntő              | Elődöntő                   | Döntő             | Helyezés |
| Versenyző            | Versenyszám | Ellenfél Eredmény     | Ellenfél Eredmény          | Ellenfél Eredmény        | Ellenfél Eredmény          | Ellenfél Eredmény | Helyezés |
| -------------------- | ----------- | --------------------- | -------------------------- | ------------------------ | -------------------------- | ----------------- | -------- |
| Washington Rodríguez | Harmatsúly  | Ek Sam An (CAM) · 5-0 | Jaroslav Šlajs (TCH) · RSC | Karimu Young (NGR) · 4-1 | Szakurai Takao (JPN) · 0-5 | kiesett           |          |